# Батанагар
Батанагар — місто в індійському штаті Західна Бенгалія. Засноване у 1934 році з ініціативи Яна Антоніна Баті. Тут досі працює виробництво взуття. Також у місті є кілька шкіл.
Батанаґар розташований на березі річки Гуглі поблизу столиці Західної Бенгалії Колкати. Потяги та автобуси забезпечують сполучення з Колкатою.

## Зовнішні посилання
- Batanagar - Bata Gateway to India [Архівовано 13 січня 2022 у Wayback Machine.], BataStory.net